# Emanuel Oskar Deutsch
Emanuel Oskar Menachem Deutsch (* 31. Oktober 1831 in Neisse; † 13. Mai 1872 in Alexandria) war ein deutscher Orientalist.

## Leben und Wirken
Deutsch entstammte einem jüdischen Elternhaus. Er erwarb sich bei einem Oheim, dem Rabbiner David Deutsch (1810–1873), frühzeitig eine gründliche Kenntnis der hebräischen und chaldäischen Literatur, vollendete dann seine Studien in Berlin. Hier stand er in persönlichem Kontakt zu August Boeckh. Im Jahre 1853 ging er nach London, wo er eine Stelle an der Nationalbibliothek des Britischen Museums erhielt und durch seine, der Forderung der semitischen Studien gewidmeten Arbeiten, in der akademischen Welt bald Anerkennung fand.
Hierzu gehören namentlich seine Abhandlungen über den Talmud (deutsche Bearbeitung, 3. Aufl. Berlin 1880) und über den Islam (deutsch Berlin 1874) in der Quarterly Review sowie seine Artikel über die „Targums“ und den „Samaritanischen Pentateuch“ in Smiths Bibellexikon; ferner: „Egypt, ancient and modern“, „Hermes Trismegistas“, „Judeo-arabic metaphysics“, „Semitic palaeography, culture and languages“ u. a.
Deutsch starb am 13. Mai 1872 in Alexandria, wohin er sich zur Stärkung seiner Gesundheit begeben hatte. Nach seinem Tod erschienen seine „Literary remains of the late Emanuel Deutsch: with a brief memoir“ (London 1874, mit Biographie).

## Werke (Auswahl)
- The Talmud. 1869
- Der Talmud aus der siebenten englischen Auflage ins Deutsche übertragen. Ferd. Dümmlers Verlagsbuchhandlung, Berlin 1869